# Inca, Spanien
Inca är en kommun och stad i Spanien. Den ligger i den autonoma regionen Balearerna i östra delen av landet. Antalet invånare är 35 654 (2024). Arean är 58,34 kvadratkilometer. Inca ligger på ön Mallorca. Inca gränsar till Búger, Sa Pobla, Llubí, Sineu, Costitx, Sencelles, Binissalem, Lloseta och Selva. 
Staden är en järnvägsknut, med linjer till Palma, Sa Pobla och Manacor.
Inca är även känd för sina vinkällare. Under 1600-talet fram till 1800-talet var kommunen tillsammans med intilliggande Binissalem en viktig vinproducent. På 1800-talet angreps dock vinodlingarna av vinlöss och invånarna tvingades byta inriktning till bland annat garvning och läderhantverk. Många gamla vinkällare används idag som restauranger.